# Agylla fasciculata
Agylla fasciculata är en fjärilsart som beskrevs av Walker 1854. Agylla fasciculata ingår i släktet Agylla och familjen björnspinnare. Inga underarter finns listade i Catalogue of Life.